# Sharhorod (huyện)
Huyện Sharhorod (tiếng Ukraina: Шаргородський район, chuyển tự: Sharhorods’kyi raion) là một huyện của tỉnh Vinnytsia thuộc Ukraina. Huyện Sharhorod có diện tích 1137 km², dân số theo điều tra dân số ngày 5 tháng 12 năm 2001 là 64943 người với mật độ 57 người/km2. Trung tâm huyện nằm ở Sharhorod.